# Stenoma murinella
Stenoma murinella es una especie de polilla del género Stenoma, orden Lepidoptera.
Fue descrita científicamente por Walker en 1864.

## Distribución
Stenoma murinella habita en el continente de América.